# 草間偉
草間 偉（くさま いさむ、1881年（明治14年）6月1日 - 1972年（昭和47年）5月12日）は、明治時代後期から昭和時代の土木工学者。

## 経歴・人物
長野県東筑摩郡寿村（現・松本市）の草間代次郎の二男・偉瑳武として生まれる。旧制第一高等学校を経て、1906年（明治39年）東京帝国大学工科大学土木工学科を卒業し、九州鉄道に入社。別府線建設に従事したのち鉄道院に転じ日豊線建設を担当する。1909年（明治42年）母校の東京帝国大学工科大学助教授に転じ、1918年（大正7年）から衛生工学の研究のため、2年間の欧米留学でイリノイ大学、コーネル大学、ハーバード大学などでに微生物学、水理学などを学び、帰国後は逝去した中島鋭治に代わり1921年（大正10年）教授に進み土木工学講座担任となり、1942年（昭和17年）退官した（名誉教授）。
退官後は早稲田大学教授となり、1943年（昭和18年）の早稲田大学理工学部土木工学科創設の際は、初代学科主任に就任。ついで、高岡市、前橋市、名古屋市、福井市、南満州鉄道などの上下水道顧問などを歴任した。墓所は雑司ヶ谷霊園。
1923年（大正12年）の関東大震災をいち早く欧米に知らせた福島県相馬郡原町の無線塔は草間の設計によるものである。

## 家族
- 父の草間代次郎（1851年生、長野県平民）は、松本銀行取締役頭取で、松本商業会議所設立の発起人惣代も務めた[5][3]。
- 兄は病理細菌学者の草間滋（1879-1936）[6]。妻の鏡（1886年生）は裁判所検事・一色信太郞の妹、後妻に子爵黒田和志の三女・篤（1893年生）[3][7][8]。
  - 長男・毅一は軍人、次男・卓次（1911-2004）は医師、長女・美恵子は文部省社会教育官の不破祐俊（1904年生、映画法策定者で内務省情報局、中華電影公司を経て横浜高島屋役員）の妻、次女・徳子は直腸肛門外科医・小平正の妻、三男の章は中村太八郎の養子、三女・和子は旧制中学教師の黒川晴次郎の妻、四男・隆は草間医院院長、五男・黒川達也は立川病院院長[6][9][10]。
- 妻のイチ（1886年生）は佐賀県士族・原口宣献の五女、熊本市尚絅女学校出身[11]。
- 甥に秦藤樹（姉の子）、草間昌三(信州大学医学部名誉教授)などがいる[6]。

## 受賞
- 1926年（大正15年） - 土木学会賞[1]
- 1967年（昭和42年） - 土木学会功績賞[1]